# بلال سمرقندی
بلال سمرقندی (زادهٔ ۱۳۳۱ در شیشوان) نمایندهٔ حوزهٔ انتخابیهٔ تبریز در دورهٔ پنجم مجلس شورای اسلامی بوده‌است.